# Dodonaea
Genre
Classification APG III (2009)
Dodonaea est un genre de plantes de la famille des Sapindaceae. Il est composé de près de 60 espèces d'arbustes et de petits arbres à feuillage persistant. À l'état sauvage, Dodonaea pousse dans les régions tropicales et subtropicales d'Australie, dans les forêts claires et les fourrés secs plus précisément.
Ces plantes dioïques, c'est-à-dire dont les fleurs mâles et les fleurs femelles poussent sur des sujets séparés, sont cultivées pour leur feuillage coriace. Ces feuilles ont la forme d'aiguilles, ou oblongues à ovales, simples ou pennées. Les fleurs, insignifiantes et apétales présentent des calices à trois ou cinq lobes, et sont groupées en cymes terminales ou axillaires.
Les fruits sont membraneux, anguleux ou ailés, et forment des capsules très colorées.
Les espèces les plus rustiques supportent de courtes périodes à 0 °C.
la multiplication s'effectue par semis au printemps à 18 °C minimum. Il est également possible de faire des boutures semi-ligneuses en été (température nécessaire de 22 à 25 °C).
Les ennemis principaux sont les araignées rouges, qui sévissent surtout par temps chaud et sec.

## Liste des espèces(à compléter)
- Dodonaea adenophora Miq.
- Dodonaea amblyophylla Diels
- Dodonaea aptera Miq. –  (ouest Australie)
- Dodonaea baueri Endl.
- Dodonaea bilobaJ.G.West
- Dodonaea boroniifolia G.Don
- Dodonaea bursariifolia F.Muell.
- Dodonaea caespitosa Diels
- Dodonaea camfieldii Maiden & Betche
- Dodonaea ceratocarpa Endl.
- Dodonaea concinna Benth.
- Dodonaea coriacea (Ewart & O.B.Davies) McGill.
- Dodonaea divaricata Benth.
- Dodonaea ericifolia G.Don
- Dodonaea ericoides Miq.
- Dodonaea falcataJ.G.West
- Dodonaea filifoliaHook.
- Dodonaea filiformis Link
- Dodonaea glandulosaJ.G.West
- Dodonaea hackettiana W.Fitzg.
- Dodonaea heteromorphaJ.G.West
- Dodonaea hexandra F.Muell.
- Dodonaea hirsuta Maiden & Betche
- Dodonaea hispidula Endl.
- Dodonaea humifusa Miq.
- Dodonaea humilis Endl.
- Dodonaea inaequifolia Turcz.
- Dodonaea intricataJ.G.West
- Dodonaea lanceolata F.Muell.
- Dodonaea larreoides Turcz.
- Dodonaea lobulata F.Muell.
- Dodonaea macrossanii F.Muell. & Scort.
- Dodonaea madagascariensis Radlk.
- Dodonaea megazyga (F.Muell.) F.Muell. ex Benth.
- Dodonaea microzyga F.Muell.
- Dodonaea multijuga G.Don.
- Dodonaea oxyptera F.Muell.
- Dodonaea pachyneura F.Muell.
- Dodonaea peduncularis Lindl.
- Dodonaea petiolaris F.Muell.
- Dodonaea physocarpa F.Muell.
- Dodonaea pinifolia Miq.
- Dodonaea pinnata Sm.
- Dodonaea platyptera F.Muell.
- Dodonaea polyandra Merr. & L.M.Perry
- Dodonaea polyzyga F.Muell.
- Dodonaea procumbens F.Muell.
- Dodonaea ptarmicifolia Turcz.
- Dodonaea rhombifolia N.A.Wakef.
- Dodonaea rigida J.G.West
- Dodonaea rupicola C.T.White
- Dodonaea serratifolia McGill.
- Dodonaea sinuolata J.G.West
- Dodonaea spatulata Sm.
- Dodonaea stenophylla F.Muell.
- Dodonaea stenozyga F.Muell.
- Dodonaea subglanduliferaJ.G.West
- Dodonaea tenuifolia Lindl.
- Dodonaea tepperi F.Muell. ex Tepper
- Dodonaea triangularis Lindl.
- Dodonaea trifida F.Muell.
- Dodonaea triquetra J.C.Wendl.
- Dodonaea truncatiales F.Muell.
- Dodonaea uncinata J.G.West
- Dodonaea vestita Hook.
- Dodonaea viscosa Jacq. Bois de reinette